# Гурова, Анна Васильевна
А́нна Васи́льевна Гу́рова (род. 29 апреля 1981) — российская легкоатлетка, специалистка по спринтерскому бегу. В 2010 году стала чемпионкой России в беге на 100 метров и показала шестой результат на чемпионате Европы в Барселоне, но вскоре была дисквалифицирована за допинг. Представляла Краснодарский край. Мастер спорта России международного класса.

## Биография
Анна Гурова родилась 29 апреля 1981 года.
Занималась бегом в Краснодаре под руководством тренера Александра Васильевича Роткова.
Наивысшего успеха в своей спортивной карьере добилась в сезоне 2010 года, когда на чемпионате России в Саранске одержала победу в беге на 100 метров. Также на соревнованиях в Сочи установила свой личный рекорд на дистанции 100 метров — 11,24. Попав в основной состав российской национальной сборной, удостоилась права защищать честь страны на чемпионате Европы в Барселоне — с результатом 11,36 финишировала в финале стометровой дисциплины шестой.
За выдающиеся спортивные результаты удостоена почётного звания «Мастер спорта России международного класса».
В 2011 году провалила допинг-тест, сделанный во время чемпионата России в Чебоксарах — её проба показала наличие синтетического стероидного гормона метилтестостерона. В итоге Антидопинговая комиссия Всероссийской федерации лёгкой атлетики с учётом решения Дисциплинарной комиссии РУСАДА отстранила спортсменку от участия в соревнованиях на два года — с 9 августа 2011 года по 8 августа 2013 года.
По окончании срока дисквалификации в 2014 году Гурова возобновила спортивную карьеру, но больше уже не показывала сколько-нибудь значимых результатов на международном уровне. Ушла из большого спорта по окончании сезона 2016 года.